# Nahwa
El territorio de Nahwa (en árabe: النحوة‎, romanizado: Sha'biyyāt Nahwā) es un enclave / exclave de Emiratos Árabes Unidos, situado en el interior del enclave / exclave omaní de Madha.
El enclave / exclave pertenece administrativamente al emirato de Sharjah.
Tiene una superficie aproximada de 4,3 km², y su territorio se extiende por ambas orillas del Wadi Madha, que junto con sus afluentes forma una extensa cuenca hidrográfica que abarca una superficie aproximada de 94 kilómetros cuadrados.
Su historia se remonta a los años 1930 o 1940 (no hay seguridad), cuando cuatro clanes que pugnaban por el control de la zona mandaron emisarios a las aldeas para conseguir su adhesión. Los jefes de Nahwa se alinearon con los qassemíes, un poderoso clan de la costa occidental con fama de piratas; los de Mahda optaron por Omán, pues en aquellos años, cuando aún no se había descubierto petróleo, Mahda disponía de agua, el agua era el recurso más valioso y Omán parecía un aliado más poderoso para proteger el pozo de Mahda. Con el tiempo, sin embargo, los qassemíes participaron en la creación de Emiratos Árabes Unidos (reinan en Sharjah y Ras al Jaima, dos de los siete emiratos), y hoy la renta en Nahwa es mayor que la de Madha, en línea con la evolución económica de Emiratos y Omán. 

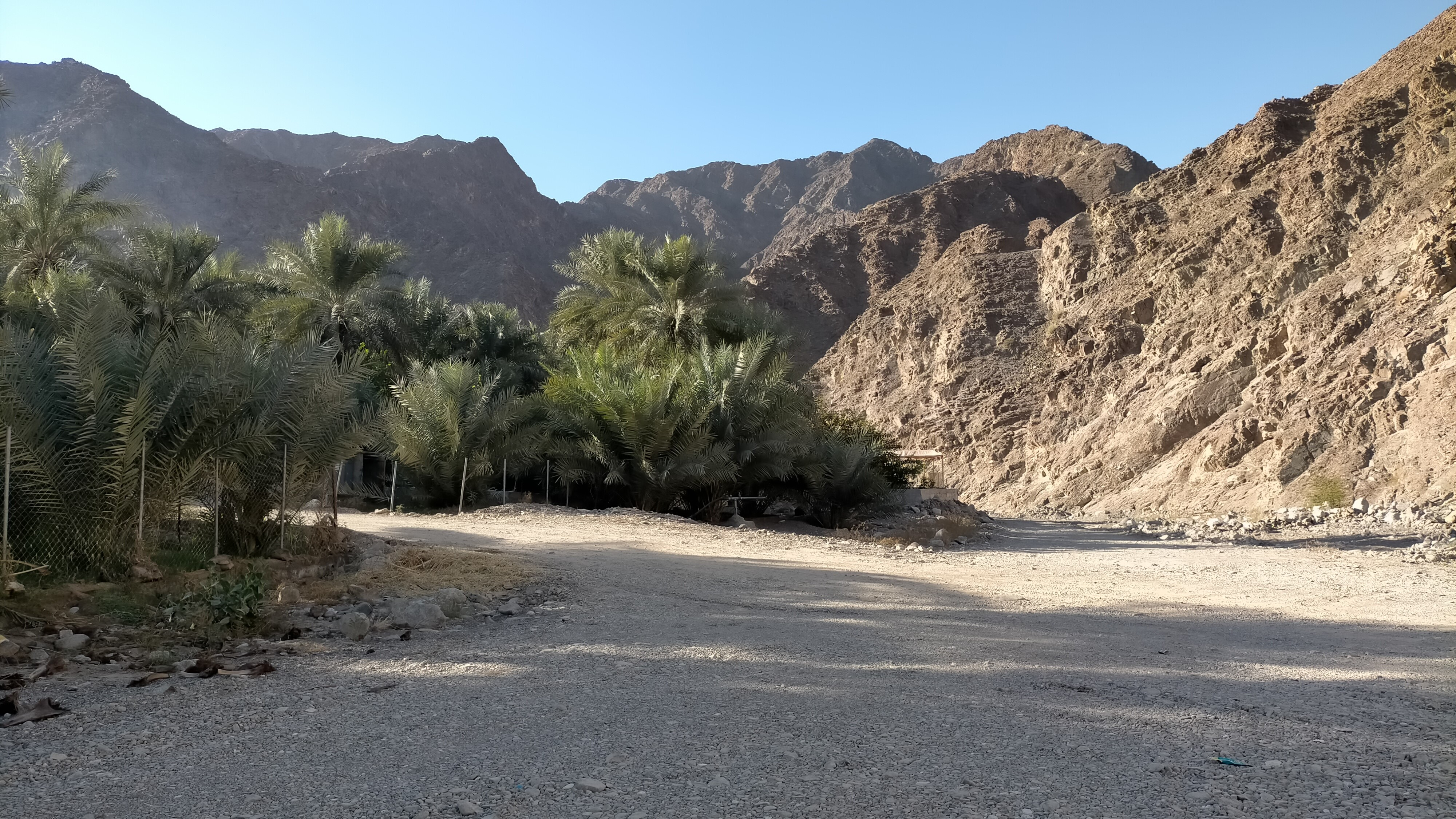
Vista del Wadi Madha a su paso por el enclave de Nahwa

En la década de 1990 se construyó Nuevo Nahwa, con una clínica y una escuela. Hay alguna granja y plantaciones de dátiles. 
Nahwa es uno de los muy pocos casos en el mundo de metaenclave, un enclave dentro de otro enclave; otro caso famoso es Baarle-Nassau y Baarle-Hertog, mucho más complicado que Nahwa y Mahda.